# Paraíso robado
Paraíso robado es una película en blanco y negro de Argentina dirigida por José Arturo Pimentel sobre el guion de César Tiempo según la obra teatral Tres muchachos y una chica, de Roger Ferdinand que se estrenó el 13 de marzo de 1952 y que tuvo como protagonistas a Santiago Arrieta, Delfy de Ortega, Fina Basser y Juan Carlos Altavista. Colaboró Carlos Hugo Christensen como supervisión de dirección.

## Sinopsis
Los cuatro hijos de un matrimonio urden un plan para evitar que su padre se vaya con otra mujer.

## Reparto
- Santiago Arrieta
- Delfy de Ortega
- Fina Basser
- Juan Carlos Altavista
- Héctor Méndez
- Néstor Zavarce
- René Fischer Bauer
- Mary Neiss

## Comentarios
Noticias Gráficas opinó:

”Un film de buena factura dentro de su tesitura teatral.”

Por su parte Manrupe y Portela escriben:

”Comedia lenta, aceptablemente filmada, que intenta defender el ideal de hogar clase media de principios de esa década.”